# Интелсат-19
«Интелсат-19» (англ. Intelsat 19) — коммерческий геостационарный телекоммуникационный спутник, принадлежащий спутниковому оператору Intelsat.

## Запуск спутника
Спутник Интелсат-19 был успешно выведен на орбиту 1 июня 2012 года в 09:23:55 мск с помощью ракеты-носителя Зенит-3SL с плавучей платформы космодрома Sea Launch из акватории Тихого океана. При раскрытии панелей солнечных батарей было обнаружено, что одна из них повреждена, так что аппарат получает лишь 75% расчётного электропитания. Изначально, предполагалось много причин, включая и нерасчётные вибрации ракеты. Комиссия установила, что причиной проблемы является редкое стечение обстоятельств, связанных с производством солнечных батарей, и ракета не виновата.